# 约翰·安德森 (田径运动员)
约翰·安德森（英語：John Anderson，1907年7月4日—1948年7月11日），美国男子田径运动员。他曾代表美国参加1928年和1932年夏季奥林匹克运动会田径比赛，其中1932年奥运会获得金牌。